# Isle of Dogs
Isle of Dogs (deutsch Hundeinsel) ist eine Halbinsel im East End der britischen Hauptstadt London. Sie ist auf drei Seiten von der Themse umgeben (Westen, Süden, Osten), deren Flusslauf in dieser Gegend die Form eines Hufeisens aufweist. Die Isle of Dogs gehört zum Stadtbezirk London Borough of Tower Hamlets und bildet einen Teil der Docklands.

## Stadtteile

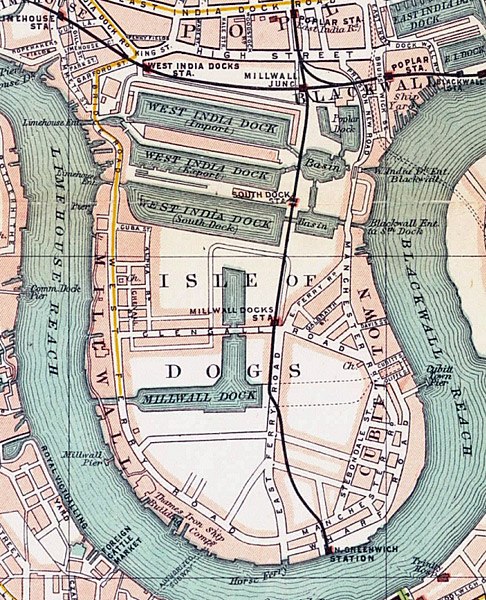
Karte der Isle of Dogs aus dem Jahr 1899

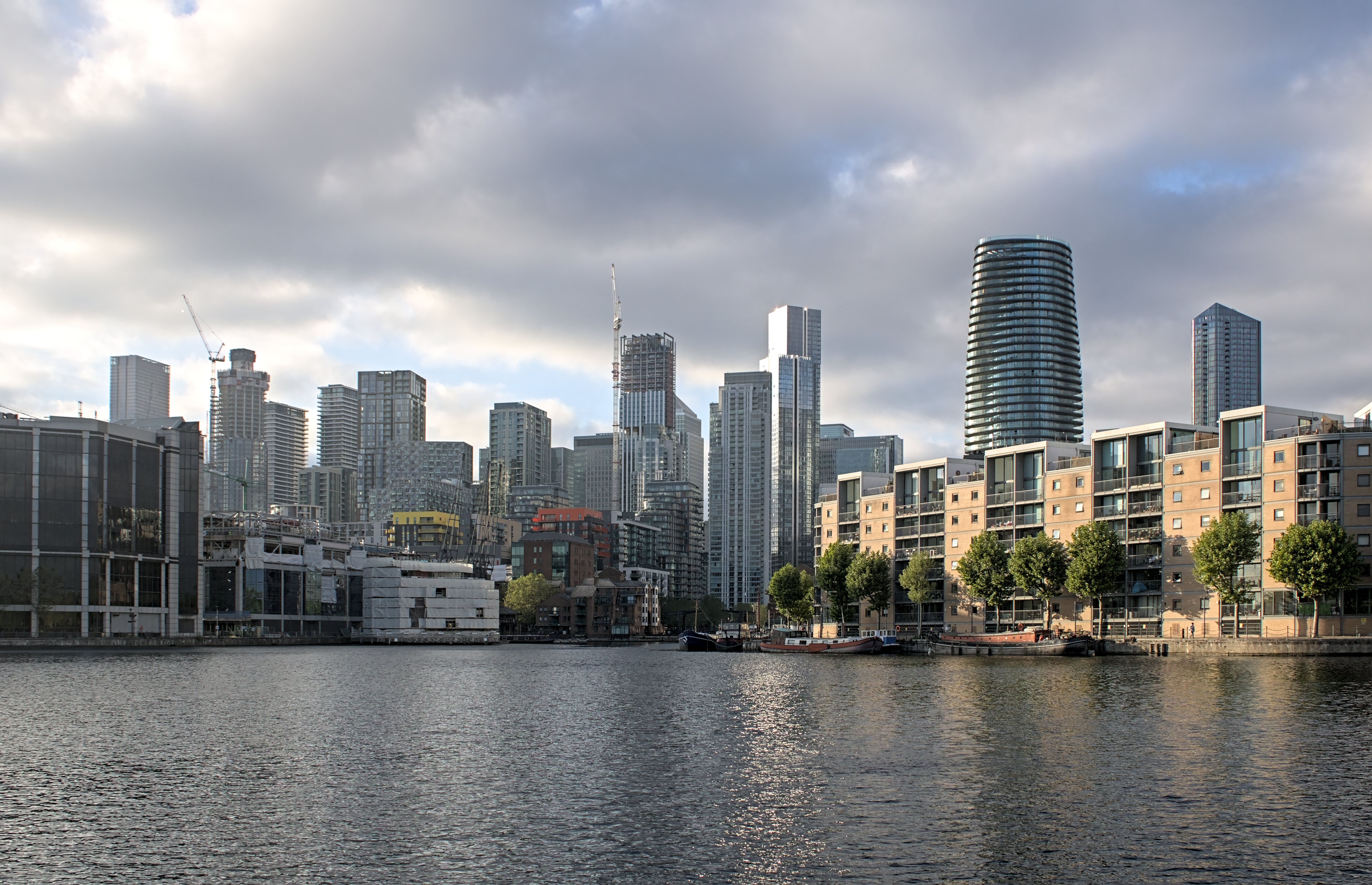
Das neue Zentrum der Docklands und der Isle of Dogs, der Canary Wharf-Komplex mit Nebengebäuden

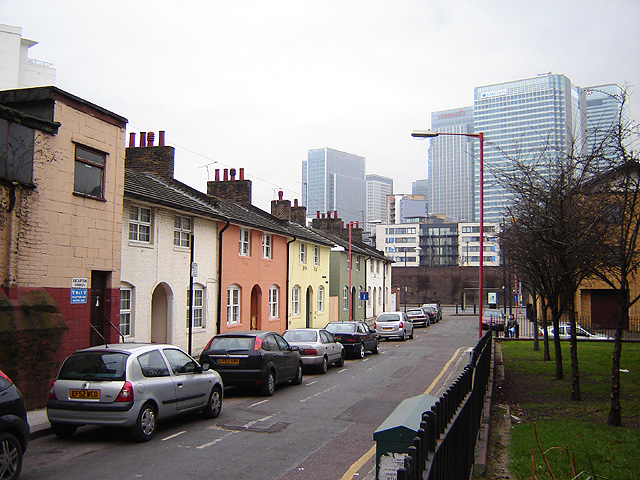
Kontrast zwischen Tradition und Moderne

Die Halbinsel besteht aus drei verschiedenen Stadtteilen: Auf der Westseite der Isle of Dogs liegt Millwall, auf der östlichen Seite Cubitt Town. Den nordöstlichen Teil bildet Blackwall.
Einst hatte die Isle of Dogs die höchste Konzentration von Gebäuden des sozialen Wohnungsbaus. Deshalb wohnten einst in der Gegend zum größten Teil Arbeiterfamilien, die sich keine andere Wohnung leisten konnten. Seit Beginn der 1990er Jahre wird die Halbinsel aber in zunehmendem Maße von ausgedehnten Geschäftsvierteln dominiert. Das bekannteste Beispiel hierfür ist Canary Wharf. Das Gebäude One Canada Square ist mit 244 Metern der zweithöchste Wolkenkratzer in ganz Großbritannien.
Vor allem am Flussufer entstehen Wohnhäuser der gehobenen Preisklasse. Der scharfe soziale Kontrast und die im Zuge des Baubooms stark angestiegenen Immobilienpreise führten zu Spannungen zwischen den neuen wohlhabenden Bewohnern und der alteingesessenen Bevölkerung, die sich immer mehr an den Rand gedrängt fühlt und um ihre althergebrachte Identität fürchtet.

## Geschichte
Der Ursprung des Namens ist unsicher. Der Name Isle of Dogs erschien erstmals 1588 auf einer Landkarte. Es wurde verschiedentlich spekuliert, dass König Heinrich VIII., der im Palace of Placentia auf der gegenüberliegenden Seite des Flusses residierte, hier seine Hundezwinger errichten ließ. Eine andere Theorie geht davon aus, dass der Name eine sprachliche Verfälschung von "Isle of Docks" ist, wobei auf die vielen Anlegestellen rund um die Halbinsel Bezug genommen wird.
Die Halbinsel war einst dünn besiedeltes Schwemmland und bildete den südöstlichsten Teil der Grafschaft Middlesex. Im 13. Jahrhundert wurde sie trockengelegt und für die Landwirtschaft erschlossen. Ein katastrophaler Deichbruch im Jahr 1488 führte dazu, dass die Halbinsel vollständig überschwemmt wurde und in den ursprünglichen Zustand zurückfiel. Erst im 17. Jahrhundert gelang holländischen Wasserbauingenieuren die erneute Trockenlegung.
Nach der Eröffnung der West India Docks an der Nordspitze im Jahr 1802 wurde die Isle of Dogs zunehmend dichter besiedelt. Die East India Docks folgten 1806, das Millwall Dock im Jahr 1868. Die Hafenbehörde Port of London Authority vereinigte 1909 die drei getrennt betriebenen Dockgruppen in einer Hand. Die Docks erstreckten sich von Ost nach West über die gesamte Breite der Halbinsel, die damit faktisch eine Insel war.
Die Isle of Dogs wurde durch zwei Eisenbahnlinien erschlossen, die 1840 eröffnete London and Blackwall Railway in West-Ost-Richtung und die 1871 eröffnete Millwall Extension Railway in Nord-Süd-Richtung (siehe Karte). 1895 wurde der Greenwich-Fußgängertunnel unter der Themse hindurch eröffnet. Mit der zunehmenden Bedeutung der Docks nahmen immer mehr Hafenarbeiter mit ihren Familien auf der Halbinsel Wohnsitz. Im Jahr 1901 lebten hier über 21.000 Menschen, die weitgehend von der Hafenwirtschaft abhängig waren. 1926 wurde auf beiden Eisenbahnlinien der Personenverkehr eingestellt, die Strecken dienten fortan ausschließlich dem Güterverkehr.
Während des Zweiten Weltkriegs waren die Docks eines der Hauptangriffsziele der deutschen Luftwaffe und wurden von dieser in großem Ausmaß bombardiert. Zahlreiche Anwohner kamen ums Leben und zahlreiche Lagerhäuser wurden dem Erdboden gleichgemacht. Nach dem Krieg und dem Wiederaufbau erlebten die Docks eine kurze Phase des Aufschwungs. Doch mit der Einführung von Containerschiffen, die hier wegen der veralteten Technologie und des Platzmangels nicht abgefertigt werden konnten, wurden die Docks bald überflüssig. Während der 1970er Jahre stellte ein Dock nach dem anderen den Betrieb ein – das West India Dock und das Millwall Dock, die beiden letzten, im Jahr 1980. Die Gegend wurde weitgehend dem Zerfall überlassen.
Der wirtschaftliche Niedergang führte unter den ehemaligen Hafenarbeitern zu Massenarbeitslosigkeit mit entsprechenden sozialen Problemen. Während der 1970er Jahre präsentierte die britische Regierungen verschiedene Pläne, um die Isle of Dogs zu regenerieren. Schließlich wurde 1981 die Stadtteilentwicklungsgesellschaft London Docklands Development Corporation (LDDC) gebildet. Eine der wichtigsten Maßnahmen war die Schaffung einer 21,95 km² großen Spezialzone, wo Unternehmen von der Grundsteuer befreit waren. Diese Zone umfasste die West India Docks, die Millwall Docks und die East India Docks.
Unter der Führung der LDDC wurden in den 1980er und 1990er Jahren weite Gebiete der Docklands in Wohn- und Geschäftszonen umgewandelt. Das Kernstück des Umwandlungsprozesses war ohne Zweifel Canary Wharf, wo die drei höchsten Gebäude Großbritanniens errichtet wurden und sich die internationale Finanzindustrie ansiedelte. Mit der Docklands Light Railway und der Jubilee Line erhielt die Isle of Dogs ausgezeichnete Verkehrsverbindungen.

## Verkehr
Die Isle of Dogs wird durch eine Zweigstrecke der Docklands Light Railway, einer fahrerlosen Stadtbahn, erschlossen. Die Strecke verläuft meist auf Viadukten ungefähr in der Mitte der Halbinsel. An der Südspitze folgt ein Tunnel, der unter der Themse hindurch nach Greenwich führt. Die Stationen (von Norden nach Süden) sind West India Quay, Canary Wharf, Heron Quays, South Quay, Crossharbour, Mudchute und Island Gardens. In West-Ost-Richtung verläuft die Jubilee Line der London Underground mit der Station Canary Wharf.

## Isle of Dogs im Film
In zahlreichen erfolgreichen Filmproduktionen dient die Isle of Dogs, insbesondere die Gegend um Canary Wharf, als Kulisse. Am bekanntesten ist wohl die Eröffnungssequenz im James-Bond-Film Die Welt ist nicht genug mit der rasanten Motorboot-Verfolgungsjagd durch die Docks. Bereits in den 1960er und 1970er Jahren war die Gegend in zahlreichen britischen Filmen zu sehen, als der Hafenbetrieb noch immer aufrechterhalten wurde.
Kleinere Auswahl von Filmen mit Szenen auf der Isle of Dogs:
- Die Stunde der Patrioten (1992)
- Spiceworld – Der Film (1997)
- James Bond 007 – Die Welt ist nicht genug (1999)
- 28 Days Later (2002)
- Johnny English – Der Spion, der es versiebte (2003)
- Tatsächlich… Liebe (2003)
- Die Bourne Verschwörung (2004)
- Alfie (2004)
- Batman Begins (2005)
- Der ewige Gärtner (2005)
- Basic Instinct – Neues Spiel für Catherine Tramell (2006)
- 28 Weeks Later (2007)